# Rocco Thiede
Rocco Thiede (* 1963 in Cottbus) ist ein deutscher Autor, Publizist, Fotograf und Journalist.

## Leben
Thiede ist studierter Kunsthistoriker. In den frühen 1990er Jahren widmete er sich der deutschen Malerei des 19. Jahrhunderts. Seine Forschungen zur Italienreise des romantischen Malers Carl Blechen regten Ausstellungsvorhaben in Berlin und Cottbus an und führten ihn nach Rom, Florenz und Neapel. In Italien arbeitete er in einem Journalistenbüro als Korrespondent und Reporter für die Nachrichtenagentur dpa, Radio Vatikan, den L’Osservatore Romano, Rundfunkstationen der ARD, den Tagesspiegel, die Braunschweiger Zeitung, Leipziger Volkszeitung. Er war 1991 Gast der Deutschen Akademie Villa Massimo in Rom, Stipendiat der Fondatione Lemmermann Rom 1993 sowie des Deutschen Akademischen Austauschdienstes (DAAD) und anderer Forschungseinrichtungen wie der Universität Leipzig.
Nach einem Volontariat an der Axel-Springer-Journalistenschule von 1994 bis 1996 in Hamburg und Berlin war er einige Jahre Redakteur für die überregionale Tageszeitung Die Welt. Für den Fernsehsender Sat.1 arbeitete er anschließend bis 2001 im Newsbereich, war dann Pressesprecher der Bertelsmann AG und bis 2008 für vier Jahre im Führungskreis der Bertelsmann Stiftung in Gütersloh im Bereich Familie tätig.
Seit 2009 hat Thiede ein eigenes Medienbüro. Er arbeitet als Reporter, Autor und Fotograf für Tages- und Wochenzeitungen, den ARD-Hörfunk, Deutschlandfunk sowie online Medien.
Thiede ist Herausgeber und Autor von Sachbüchern. Die Unmöglichen (2006), und Powerpaare (2008) sind Reportage-Bände mit den Schwerpunkten zur Vereinbarkeit von Familie und Beruf. Als Herausgeber und Autor folgten 2012 Alles auf Anfang – Die Wahrheit über Patchwork zusammen mit Elisabeth Niejahr und 2013 Chance für alle zum Thema anonyme Bewerbung. Ebenfalls 2013 erschien Mama zahlt herausgegeben von Annegret Kramp-Karrenbauer (ehemalige Ministerpräsidentin des Saarlandes) und Kristina Schröder (ehemalige Bundesfamilienministerin). 2014 gab Thiede im Verlag der Bundeszentrale für politische Bildung den Sammelband Kinderglück über das Leben kinderreicher Familien in Deutschland heraus. Asche – Aus dem Leben eines Feuerwehrmanns (2014) dokumentiert die Lebensgeschichte des Berliners Andreas Eschke. Im Jahr 2015 wurde Wege zur Vereinbarkeit von Pflege und Beruf in Unternehmen – Reportagen aus Brandenburg mit Texten und Fotos von Rocco Thiede publiziert. Im Oktober 2015 erschienen zusammen mit Susanne van Volxem Deutschland – Erste Informationen für Flüchtlinge in deutscher und arabischer Sprache. Die Generationsbrücke – Wie das Miteinander von Alt und Jung gelingt (2016 Herder Verlag) zeichnet die Geschichte eines der erfolgreichsten Sozialunternehmens nach. 2018 erschien mit vielen Fotos Die Mönche kommen: Neuzelle – Wiederbesiedelung eines Klosters. 2019 kam Wir sind für Dich da – Krebs und Familie – 11 Reportagen heraus, herausgegeben zusammen mit der Stiftung Deutsche Krebshilfe. Im Juni 2022 erschien „Lasst uns nicht allein! Was Alleinerziehende und ihre Kinder nach der Trennung brauchen“ im Herder Verlag.

## Veröffentlichungen
- Die Unmöglichen. Diana Verlag, 2006.
- Powerpaare. Heyne Verlag, 2008.
- mit Elisabeth Niejahr: Alles auf Anfang – Die Wahrheit über Patchwork. Aufbau Verlag, 2012.
- Chance für alle. Herder Verlag, 2013.
- Mama zahlt. Herder Verlag, 2013.
- Kinderglück. Bundeszentrale für politische Bildung, 2014.
- Asche – Aus dem Leben eines Feuerwehrmanns. Aufbau Verlag, 2014.
- Wege zur Vereinbarkeit von Pflege und Beruf in Unternehmen – Reportagen aus Brandenburg. Katholische Hochschule für Sozialwesen Berlin, 2015.
- mit Susanne van Volxem: Deutschland – Erste Informationen für Flüchtlinge. Herder Verlag, Freiburg/Basel/Wien 2015, ISBN 978-3-451-34933-1.
- Die Generationsbrücke – Wie das Miteinander von Alt und Jung gelingt. Herder Verlag, Freiburg/Basel/Wien 2016, ISBN 978-3-451-31134-5.
- Die Mönche kommen: Neuzelle – Wiederbesiedelung eines Klosters. St. Benno Verlag, Leipzig 2018, ISBN 978-3-7462-5145-5.
- als Hrsg.: WIR SIND FÜR DICH DA! Krebs und Familie – 11 Reportagen. Herder Verlag Freiburg/München/Berlin 2019, ISBN 978-3-451-38574-2.
- Reginas Erbinnen: Rabbinerinnen in Deutschland. Herausgegeben zusammen mit Rabbinerin Dr. Antje Yael Deusel im Jahr 2020 im Verlag Hentrich & Hentrich Berlin Leipzig, ISBN 978-3-95565-427-6.
- Lasst uns nicht allein! Was Alleinerziehende und ihre Kinder nach der Trennung brauchen Herder Verlag Freiburg/München/Berlin 2022, ISBN 978-3-451-38762-3

## Hörfunksendungen (Auswahl)
- Reginas Erbinnen. Rabbinerinnen in Deutschland,  DLF 18. August 2021, 19:52 min[24]
- Ich schaffe das oder es schafft mich. Alleinerziehende in Deutschland, DLF, 12. Oktober 2022, 19:52[25]
- Die Pflege meiner Mutter, DLF 13. September 2023, 13. September 2023,19:52[26]
- C.D. Friedrich und die Religion, DLF, 25. Februar 2024, 6:37 min[27]
- Schloss Wiepersdorf – Künstlerrefugium in Brandenburg[28]
- Ein Kloster in Brandenburg im Spiegel seiner Zeit[29]

## Stipendien / Auszeichnungen
- 1991 Gast in der Villa Massimo[30]
- 1993 Stipendiat der Lemmermann Foundation Rom
- 2024 Wiepersdorf-Stipendium der Kulturstiftung Schloss Wiepersdorf[31]